# Кубок наций ОФК по пляжному футболу 2013
Квалификация на чемпионат мира по пляжному футболу 2013 года для зоны ОФК — отборочный турнир Океании, который определил второго представителя континента на чемпионате мира по пляжному футболу 2013, помимо страны-хозяйки Таити. Турнир прошёл с 31 августа по 2 сентября 2013 года в  Университете Новой Каледонии в Нумеа (Новая Каледония).
Изначально проведение турнира было запланировано  в Папеэте, Таити с 4 по 9 августа, однако, из-за того что сборная Таити примет участие в  европейском туре, было принято решение, что турнир будет перенесен в Новую Каледонию.

## Участвующие команды
Три команды подтвердили своё участие в турнире
- Новая Каледония
- Соломоновы Острова
- Вануату

## Групповая стадия
В связи с многочисленными задержками в организации турнира, официальное расписание не было составлено до 22 августа 2013 года, когда была проведена жеребьевка. Команда, занявшая первое место в группе, будет признана победителем турнира.
Время начала всех матчей указано по местному времени Новой Каледонии, (UTC+11:00).
| Команда            | И | В | В+ | П | ГЗ | ГП | +/- | О |
| ------------------ | - | - | -- | - | -- | -- | --- | - |
| Соломоновы Острова | 2 | 2 | 0  | 0 | 14 | 3  | +11 | 6 |
| Новая Каледония    | 2 | 1 | 0  | 1 | 7  | 12 | −5  | 3 |
| Вануату            | 2 | 0 | 0  | 2 | 9  | 15 | −6  | 0 |

| Соломоновы Острова                                                                       | 8–3   | Вануату                                     |
| ---------------------------------------------------------------------------------------- | ----- | ------------------------------------------- |
| J. Luwi 7′, 30′ · R. Laua 15′ · J. Naka 20′ (пен.), 22′, 26′ · M. Aisa 21′ · A. Talo 24′ | Отчет | 5′ A. Malapa · 35′ I. Wilson · 36′ D. Natou |

| Вануату                                                               | 6–7   | Новая Каледония                                                                      |
| --------------------------------------------------------------------- | ----- | ------------------------------------------------------------------------------------ |
| A. Malapa 15′, 34′ · D. Mansale 21′ · D. Michel 22′ · R. Tom 36′, 36′ | Отчет | 2′ O. Dokunengo · 10′, 27′ K. Dokunengo · 25′, 35′, 35′ R. Djamali · 34′ J.-P. Ayawa |

| Новая Каледония | 0–6   | Соломоновы Острова                                                           |
| --------------- | ----- | ---------------------------------------------------------------------------- |
|                 | Отчет | 16′, 33′ J. Luwi · 30′ A. Talo · 33′ S. Takayama · 35′ N. Muri · 36′ R. Laua |

## Победитель
| Победитель квалификации чемпионата мира по пляжному футболу 2013 (ОФК) |
| Соломоновы Острова Четвертый титул                                     |

## Награды
| Лучший игрок (MVP)     | Лучший игрок (MVP) | Лучший игрок (MVP) |
| ---------------------- | ------------------ | ------------------ |
| Samson Takayama        |                    |                    |
| Лучший бомбардир(ы)    |                    |                    |
| Joseph Luwi (5 голов)  |                    |                    |
| Лучший вратарь         |                    |                    |
| Fred Hale              |                    |                    |
| Награда FIFA Fair Play |                    |                    |
|                        |                    |                    |

## Команды прошедшие квалификацию
|           | Команда            |
| --------- | ------------------ |
| 1-е место | Соломоновы Острова |

## Итоговое положение команд
| Место | Команда            |
| ----- | ------------------ |
| 1     | Соломоновы Острова |
| 2     | Новая Каледония    |
| 3     | Вануату            |